# Centre of Indian Trade Unions
Centre of Indian Trade Unions ("Centrum för indiska fackförbund"), är en facklig centralorganisation knuten till Communist Party of India (Marxist). Organisationen grundades i Calcutta i maj 1970 med B.T. Ranadive som förste president. Högkvarteret är beläget i New Delhi.